# Coquimba hanaii
Coquimba hanaii är en kräftdjursart som beskrevs av Brouwers 1993. Coquimba hanaii ingår i släktet Coquimba och familjen Hemicytheridae. Inga underarter finns listade i Catalogue of Life.